# Человек, который знал всё (фильм)
«Челове́к, кото́рый знал всё» — российский фильм 2009 года по одноимённому роману Игоря Сахновского.

## Сюжет
Александр Безукладников (Егор Бероев), герой фильма, работает младшим научным сотрудником в государственной организации, которая занимается изучением истории. Работа не приносит желаемых доходов, и герой решает подработать продавцом в ночном магазине. Но и на новом месте работы герою не удаётся добиться существенных успехов. Жена Ирина (Екатерина Гусева), разочарованная неудачами мужа, сообщает ему, что планирует уехать на отдых со своим любовником.
Продолжая искать выход из ситуации, герой обращается к старому приятелю с просьбой найти ему работу. Тот переводит разговор в сторону совместного отдыха, чья стоимость не по карману Безукладникову. Разочарованный итогом беседы, герой пытается замкнуть на себе провода, ведущие к неработающей шахте лифта.
Любовник бывшей супруги по имени Сергей попадает в долговую зависимость к депутату Государственной Думы Шимкевичу, который по совместительству является бандитом.
Безукладников в результате попытки самоубийства обретает способность мгновенно получить ответ на любой вопрос. Пользуясь новым талантом, он стремится разрешить ситуацию, связанную с его бывшей супругой, а также предугадывает покушение на одного из подручных депутата Шимкевича.
Сразу после покушения Безукладников похищает из автомашины убитого сумку с деньгами, которые должны были быть переданы коррупционеру. Ими он анонимно помогает Сергею погасить долг перед депутатом-бандитом. Но тот начинает требовать проценты по долгу. В качестве компромисса бандит приказывает ему прислать Ирину.
Депутат понимает, что ему отдали его же деньги. Он едет к Сергею и избивает его, а Ирина покидает своего любовника ради Шимкевича. Шимкевич пытается убить Безукладникова, но тот предугадывает действия своего противника.
Убежав от депутата, Безукладников попадает под контроль сотрудника российских спецслужб, преследующего корыстные интересы. Отправив героя в Америку, он хочет получить вознаграждение в 6 000 000 долларов.
Американцы подвергают Безукладникова допросу, но тот убегает от них. Перед этим он решил помочь им в поиске бывшего агента, который покинул спецслужбу и начал работать против неё.
Безукладников, заявляя, что он стал жертвой спецслужб, даёт интервью американской телекомпании. В конце повествования он предупреждает спецслужбы, что если те попытаются его арестовать, то он предаст огласке многие факты, которые тем бы хотелось скрыть.

## В ролях
| Актёр                  | Роль                               |
| ---------------------- | ---------------------------------- |
| Егор Бероев            | Александр Безукладников            |
| Екатерина Гусева       | Ирина                              |
| Егор Пазенко           | Сергей Юрьевич Немченко            |
| Татьяна Лютаева        | Раиса Алексеевна                   |
| Максим Суханов         | Николай Шимкевич                   |
| Ольга Лысак            | Анжела                             |
| Игорь Гаспарян         | Руслан                             |
| Николай Кириченко      | Альберто Ризотто                   |
| Алексей Завьялов       | Холодянин                          |
| Татьяна Пискарева      | тётушка-прислуга на даче Шимкевича |
| Ольга Юрасова          |                                    |
| Олег Комаров           | Тимоша                             |
| Константин Овсянников  | директор института истории         |
| Анна-Мария Даниленко   |                                    |
| Сергей Холмогоров      | наблюдатель ФАПСИ                  |
| Алексей Краснопольский | Стилкин Генрих Романович           |
| Андрей Ташков          | Валерий Дмитриевич Стефанов        |
| Галина Чурилина        |                                    |

## Создатели фильма
- Режиссёр: Владимир Мирзоев
- Сценарий: Игорь Сахновский
- Оператор: Сергей Мачильский
- Продюсеры: Тимур Вайнштейн, Олег Осипов

## Цензура
По словам режиссёра Владимира Мирзоева, Второй канал при показе фильма по телевидению изъял фразу героини Кати Гусевой «Я твоя сучка». 
«Эта фраза была принципиальна, в ней была концентрация эмоций, смыслов, — говорит Мирзоев. — Но из фильма её изъяли. Разрешения на это никто не спрашивал…».

## Награды и номинации
- 2009 — Ника — награда за «лучшую мужскую роль второго плана» (Максим Суханов)[2]
- 2009 — Ника — номинация за «лучшую операторскую работу» (Сергей Мачильский)[3]